# Michael Davis (voetballer)
Michael Davis (Brussel, 21 januari 2002) is een Belgisch voetballer die sinds 2025 uitkomt voor VVV-Venlo.

## Carrière
Davis doorliep vanaf 2015 de jeugdopleiding van KV Mechelen en groeide daar uit tot jeugdinternational. In 2021 maakte hij de overstap van de Mechelse beloftenploeg naar Waasland-Beveren. Op 22 augustus 2021 maakte hij er zijn profdebuut: op de tweede competitiespeeldag liet trainer Marc Schneider hem tegen KMSK Deinze in de 85e minuut invallen. Zijn tweede invalbeurt, een week later in de 0-4-zege tegen Excel Moeskroen, was ook kort. Op de vijfde competitiespeeldag begon hij tegen RWDM eveneens op de bank, maar ditmaal gooide Schneider hem al vroeg in de strijd: in de 21e minuut mocht Davis de geblesseerde Jacob Buus komen vervangen. Davis bedankte door vier minuten later de score te openen. Een week later werd Davis tegen Lierse Kempenzonen opnieuw reeds in de eerste helft in de strijd gegooid om een geblesseerde ploegmaat te vervangen, ditmaal Chris Kablan.
In augustus 2022 ondertekende Davis een huurcontract van één seizoen bij Antwerp FC, weliswaar met de bedoeling om aan te sluiten bij de U23-ploeg in Eerste nationale. Na afloop van de uitleenbeurt nam Antwerp hem definitief over van Beveren. Davis speelde nog twee seizoenen met de Young Reds in Eerste nationale, maar stroomde nooit door naar de hoofdmacht van Antwerp.
Eind mei 2025 maakte de transfervrije verdediger de overstap naar VVV-Venlo, waar hij een contract ondertekende tot de zomer van 2026 met een optie voor een extra seizoen.

## Clubstatistieken

### Beloften
| Seizoen                           | Club            | Competitie       | Competitie | Competitie | Playoffs | Playoffs | Totaal | Totaal |
| Seizoen                           | Club            | Competitie       | Wed.       | Dlp.       | Wed.     | Dlp.     | Wed.   | Dlp.   |
| --------------------------------- | --------------- | ---------------- | ---------- | ---------- | -------- | -------- | ------ | ------ |
| 2022/23                           | → Young Reds    | Eerste nationale | 22         | 0          | 2        | 0        | 24     | 0      |
| 2023/24                           | Young Reds      | Eerste nationale | 27         | 0          | —        | —        | 27     | 0      |
| 2024/25                           | Young Reds      | Eerste nationale | 16         | 0          | —        | —        | 16     | 0      |
| Totaal beloften                   | Totaal beloften | Totaal beloften  | 65         | 0          | 2        | 0        | 67     | 0      |
| Bijgewerkt tot en met 26 mei 2025 |                 |                  |            |            |          |          |        |        |

### Senioren
| Seizoen                                | Club               | Competitie      | Competitie | Competitie | Beker | Beker | Overige | Overige | Totaal | Totaal |
| Seizoen                                | Club               | Competitie      | Wed.       | Dlp.       | Wed.  | Dlp.  | Wed.    | Dlp.    | Wed.   | Dlp.   |
| -------------------------------------- | ------------------ | --------------- | ---------- | ---------- | ----- | ----- | ------- | ------- | ------ | ------ |
| 2021/22                                | Waasland-Beveren   | Eerste klasse B | 5          | 1          | 1     | 0     | —       | —       | 6      | 1      |
| 2022/23                                | → Royal Antwerp FC | Eerste klasse A | 0          | 0          | 0     | 0     | 0       | 0       | 0      | 0      |
| 2023/24                                | Royal Antwerp FC   | Eerste klasse A | 0          | 0          | 0     | 0     | 0       | 0       | 0      | 0      |
| 2024/25                                | Royal Antwerp FC   | Eerste klasse A | 0          | 0          | 0     | 0     | 0       | 0       | 0      | 0      |
| 2025/26                                | VVV-Venlo          | Eerste divisie  | 2          | 0          | 0     | 0     | —       | —       | 2      | 0      |
| Totaal senioren                        | Totaal senioren    | Totaal senioren | 7          | 1          | 1     | 0     | 0       | 0       | 8      | 1      |
| Carrièretotaal                         | Carrièretotaal     | Carrièretotaal  | 72         | 1          | 1     | 0     | 2       | 0       | 75     | 1      |
| Bijgewerkt tot en met 15 augustus 2025 |                    |                 |            |            |       |       |         |         |        |        |